# محمد الشملان
محمد شملان مبارك بشير الشملان (ولد في 26 نوفمبر 1968 في البحرين) لاعب كرة قدم بحريني سابق وحاليا مدرب كرة قدم. يتولى حاليا منصب مدرب نادي الحد الذي ينافس في الدوري البحريني الممتاز منذ 2022.

## المسيرة الرياضية كلاعب
لعب الشملان لصالح نادي مدينة عيسى في مركز قلب الدفاع.

## المسيرة الرياضية كمدرب

### المنامة
في صيف 2013 تعاقد المنامة مع الشملان لتدريبه لمدة موسم واحد. قاد الشملان المنامة لاحتلال المركز الخامس في الدوري الممتاز بينما في كأس ملك البحرين فقد خرج من الدور الربع النهائي بعد الخسارة من الرفاع 0-3.

### منتخب البحرين تحت 23
قاد الشملان منتخب البحرين تحت 23 في مسابقة كرة القدم في دورة الألعاب الآسيوية 2010 حيث احتل المركز الرابع والأخير في المجموعة الثانية بعد التعادل مع تركمانستان والخسارة من فيتنام وإيران.

### منتخب باكستان
تم تعيين الشملان كمدرب لمنتخب باكستان ومنتخب باكستان تحت 23 سنة في عام 2013 وطلب فترة ستة أشهر من أجل تحقيق نتائج إيجابية. في تصفيات بطولة آسيا تحت 23 سنة لكرة القدم 2016 أوقعت القرعة باكستان في المجموعة الثانية حيث احتل المركز الثالث خلف الأردن والكويت ومتقدما على قيرغيزستان وتركمانستان المنسحب. وخرج من التصفيات بعد فوز وخسارتين. في الدور الثاني من تصفيات كأس العالم لكرة القدم 2018 خسر في الدور الأول من اليمن 1-3 في مجموع المباراتين وخرج من البطولة. خلال وجوده هناك استقطب خمسة من مدربي حراس المرمى من البحرين إلى دورات تدريبية على رخصة ب.

### الرفاع
في 7 يوليو 2015 أعلن نادي الرفاع التعاقد مع الشملان مدربا لمدة موسم واحد. قاد الشملان في بطولة كأس الاتحاد البحريني حيث فاز على الشباب وقلالي والبحرين وخسر من المحرق. ثم دخل منافسات الدوري البحريني الممتاز وقاده في أربع مباريات أيضا حيث فاز على الرفاع الشرقي وتعادل مع الحالة وخسر من الحد والبسيتين لتتم إقالته بسبب سوء النتائج.

### الرفاع الشرقي
في 28 يناير 2016 تم تعيين الشملان مدربا لنادي الرفاع الشرقي مكان عيسى السعدون حتى نهاية الموسم. في الدوري البحريني الممتاز قاده إلى احتلال المركز الخامس بعدما فاز في مباراتين وتعادل في مثلهما وخسر في خمس مباريات. بينما في كأس الاتحاد البحريني فقد خسر من الأهلي في الدور النصف النهائي.
في 4 يونيو 2016 أعلن الشملان عن اتجاهه إلى مقاضاة الرفاع الشرقي بسبب عدم حصوله على مستحقاته المالية بعدما درب الفريق في القسم الثاني من الدوري البحريني.

### الحد
في 2 يناير 2017 تم تعيين الشملان مدربا لنادي الحد خلفا للمستقيل عيسى السعدون للمرة الثانية على التوالي وذلك حتى نهاية الموسم. في دوري أبطال آسيا خسر الحد من نادي نسف قرشي الأوزبكستاني برباعية نظيفة لينتقل للعب في المجموعة الثانية في كأس الاتحاد الآسيوي ولكنه حل ثالثا خلف القوة الجوية العراقي والوحدة السوري وبالتالي خرج من منافسات البطولة بعد تحقيقه 3 انتصارات و3 خسائر. أما في الدوري الممتاز فقد احتل الحد المركز الثالث بفارق نقطتين عن البطل المالكية حيث قادهم الشملان لتحقيق سبعة انتصارات وخسارتين. أما في كأس الاتحاد البحريني فقد احتل الحد المركز الأول في المجموعة الثانية ليتأهل إلى الدور النصف النهائي حيث تغلب على البديع بركلات الترجيح لينتقل إلى النهائي حيث تغلب على المالكية بركلات الترجيح أيضا ليتوج الشملان بأول لقب في مسيرته التدريبية.

### المنامة
تم تعيين الشملان مدربا لنادي المنامة لمدة موسم واحد. استطاع الشملان أن يقود المنامة للفوز على المالكية بركلات الترجيح ليحقق ثاني بطولاته وهي كأس السوبر البحريني وهي تعتبر أولى بطولات المنامة منذ تأسيسه. أما في بطولة الدوري الممتاز فبعدما حقق المنامة المركز الرابع في الموسم السابق فإن الشملان قاده إلى احتلال المركز الثالث خلف المحرق والنجمة من خلال تحقيق ثمانية انتصارات وخمس تعادلات ومثله خسائر. نتيجة لاحتلاله المركز الثالث فقد تأهل المنامة للمشاركة في بطولة كأس النخبة البحريني حيث وقع في المجموعة الثانية ولكنه احتل المركز الثالث والأخير بعد التعادل مع النجمة والخسارة من الحد. وفي بطولة كأس ملك البحرين فقد خرج المنامة من الدور الربع النهائي بعد خسارته من النجمة 1-2 في مجموع المباراتين. أما في كأس الاتحاد الآسيوي فقد وقع المنامة في المجموعة الثانية واحتل المركز الرابع والأخير خلف العهد اللبناني والزوراء العراقي والجيش السوري برصيد نقطة واحدة من تعادل يتيم وخمس خسائر.
تم تجديد عقد الشملان لموسم آخر. استطاع الشملان من تطوير فريقه المنامة وقاده لاحتلال المركز الثاني خلف البطل الرفاع بفارق ست نقاط فقط حيث فاز في عشر مباريات وتعادل في أربع مباريات وخسر في مثلهم. وفي كأس ملك البحرين خرج المنامة من الدور الربع النهائي للموسم الثاني على التوالي بعدما تعادل مع المحرق 2-2 في مجموع المباراتين ولكن المحرق تفوق عليه بفضل قاعدة الأهداف خارج الأرض. وفي بطولة كأس الاتحاد البحريني فقد احتل المنامة المركز الثاني في المجموعة الثالثة بفارق الأهداف عن البحرين وبالتالي خرج من منافسات البطولة. وفي كأس النخبة البحريني تصدر المنامة المجموعة الثانية بفوزين على الرفاع الشرقي والنجمة ولكنه خسر بعد ذلك في الدور النصف النهائي من الحد 0-2.

### الحد
قبل بداية موسم 2019-2020 قرر الشملان عدم تجديد العقد مع المنامة وانتقال إلى الحد بالتوقيع معه لتدريبه لمدة موسمين اثنين. على الرغم من انتشار جائحة فيروس كورونا في منتصف الموسم إلا أن الشملان استطاع أن يقود فريقه الحد إلى التتويج ببطولة الدوري الممتاز بفارق نقطة واحدة عن وصيفه المحرق وذلك من خلال حسم الأمور في الجولة الأخيرة من البطولة حيث استطاع الحد أن يحقق 13 فوز وتعادلين و3 خسائر وبالتالي يحقق الشملان ثالث بطولاته. أما في كأس ملك البحرين فقد اكتفى باحتلال المركز الثاني بعدما خسر في المباراة النهائية من المحرق بهدف نظيف. وفي كأس الاتحاد البحريني فقد احتل الحد المركز الأول في المجموعة الأولى برصيد تسع نقاط من أربع مباريات وبعدها خسر في الدور النصف النهائي من المحرق مجددا 1-3 ليودع منافسات هذه البطولة.
في الموسم التالي تراجع مستوى الحد كثيرا بسبب أن الموسم السابق انتهى في 12 أكتوبر 2020 والموسم التالي ابتدأ في 1 نوفمبر 2020 مما جعله يحتل المركز الخامس بفارق 18 نقطة عن البطل الرفاع. وحقق الحد 8 انتصارات و3 تعادلات و7 خسائر. وفي كأس ملك البحرين خرج الحد من الدور النصف النهائي بعد الخسارة من الأهلي بركلات الترجيح. وفي كأس الاتحاد البحريني احتل الحد المركز الرابع وقبل الأخير في المجموعة الأولى برصيد 4 نقاط من 4 مباريات وبالتالي يخرج خالي الوفاض. في 11 مايو 2020 قررت إدارة نادي الحد إقالة الشملان بسبب سوء النتائج.

### الخالدية
في 31 مايو 2021 أعلن الصاعد الجديد نادي الخالدية التعاقد مع الشملان لتدريب الفريق لمدة موسم واحد.

### الحد
في 14 فبراير 2022 أعلن نادي الحد التعاقد مع الشملان لتدريب الفريق لمدة موسم ونصف.

## وصلات خارجية
- محمد الشملان، الملف  على موقع Soccerway